# Geert Meijer
Geert Meijer (Sellingen, 15 maart 1951) is een Nederlandse voetbaltrainer en voormalig voetbalspeler.

## Carrière als speler
Als voetballer is Geert Meijer vooral bekend vanwege zijn aandeel in de succesvolle voorhoede van FC Amsterdam, die hij samen met Gerard van der Lem en Nico Jansen vormde. In het seizoen 1973/74 eindigde FC Amsterdam als 5e in de eredivisie van de 18 clubs. Het team versloeg onder meer het Italiaanse Inter Milan in de 1/8e finales van de UEFA Cup van 1974/1975 en werd in de kwartfinales uitgeschakeld door 1. FC Köln.
Op 23 februari 1975 wekte Meijer de interesse van Ajax toen hij namens FC Amsterdam tweemaal scoorde in De Meer. Ajax verloor de thuiswedstrijd met 2-4, na een 2-0-voorsprong.
Meijer zou vier seizoenen onder contract staan bij Ajax vanaf juli 1975. Teamgenoten waren onder meer Johnny Dusbaba, Ruud Krol, Pim van Dord, Jan Everse, René Notten, Hans Erkens, Frank Arnesen, Dick Schoenaker, Søren Lerby, Tscheu La Ling, Ruud Geels, Ray Clarke en Simon Tahamata. Trainers waren achtereenvolgens Hans Kraay sr., Jan van Daal, Rinus Michels, Tomislav Ivić en Cor Brom met zijn assistent Leo Beenhakker. Half 1976 werd Meijer voor een jaar verhuurd aan FC Amsterdam.
In augustus 1975 werden de play-offs in de eredivisie van het seizoen 1974/75 gewonnen. In de eredivisie werd een 3e plaats behaald in het seizoen 1975/76 en een 2e plaats in het seizoen 1977/78. In 1976/77 en 1978/79 finishte Ajax 2 maal als 1e. In het seizoen 1976/77 was Meijer evenwel uitgeleend aan stadsgenoot FC Amsterdam. Het seizoen 1978/79, waarin Ajax tevens de KNVB beker won, maakte Meijer nog grotendeels mee, van begin juli 1978 tot en met begin maart 1979. De laatste 3 maanden van dit seizoen, tot en met juni 1979, speelde Meijer echter voor het Zuidwest-Engelse Bristol City. In het seizoen 1977/78 overleefde Ajax alle ronden in het KNVB beker-toernooi, behalve de finale. Deze werd in Amsterdam met 0-1 van AZ'67 verloren. In het Europacup III-toernooi bereikte Ajax in de seizoenen 1975/76 en 1978/79 een 3e ronde, in 1975/76 scoorde Ajax in dit toernooi 21 maal en kreeg 6 tegengoals. In het seizoen 1977/78 werd een kwartfinale in het Europa Cup I-toernooi voor landskampioenen bereikt (Juventus).
Op zijn 27e vertrok Meijer naar het Engelse Bristol City (begin maart 1979). Hij speelde één jaar voor het team uit de Premier League.
In 1980 legde de geboren Groninger een aanbod van de Amerikaanse Seattle Sounders FC naast zich neer. In plaats daarvan tekende hij bij Sparta Rotterdam, dat onder leiding stond van Barry Hughes. Meijer koos voor Sparta Rotterdam omdat hij in Nederland zijn trainersdiploma wilde halen.
Bij Sparta Rotterdam speelde Meijer in een talentvol elftal. Het team klom tussen februari 1980 en mei/juni 1983 naar de 4e plaats in de Eredivisie. Teamgenoten waren onder andere Louis van Gaal, Dick Advocaat, Ronald Lengkeek, Ron van den Berg, Edwin Olde Riekerink, Wout Holverda, Ruud Geels, David Loggie, René Eijer, Danny Blind en Adri van Tiggelen.
Geert Meijer was 34 jaar toen hij zijn carrière afsloot bij NAC Breda.
| seizoen            | club                        | land                | competitie     | wedstrijden | goals |
| ------------------ | --------------------------- | ------------------- | -------------- | ----------- | ----- |
| 1972 - 1973        | FC Amsterdam                | Nederland           | Eredivisie     | 3           | 1     |
| 1973 - 1974        | FC Amsterdam                | Nederland           | Eredivisie     | 16          | 1     |
| 1974 - 1975        | FC Amsterdam                | Nederland           | Eredivisie     | 22          | 5     |
| 1975 - 1976        | Ajax                        | Nederland           | Eredivisie     | 23          | 5     |
| 1976 - 1977        | FC Amsterdam (op huurbasis) | Nederland           | Eredivisie     | 18          | 5     |
| 1977 - 1978        | Ajax                        | Nederland           | Eredivisie     | 30          | 8     |
| 1978 - feb '79     | Ajax                        | Nederland           | Eredivisie     | 24          | 5     |
| mrt '79 - feb '80  | Bristol City FC             | Verenigd Koninkrijk | Premier League |             |       |
| feb '80 - 1980     | Sparta Rotterdam            | Nederland           | Eredivisie     | 11          | 2     |
| 1980 - 1981        | Sparta Rotterdam            | Nederland           | Eredivisie     | 32          | 2     |
| 1981 - 1982        | Sparta Rotterdam            | Nederland           | Eredivisie     | 33          | 5     |
| 1982 - 1983        | Sparta Rotterdam            | Nederland           | Eredivisie     | 34          | 3     |
| aug '83 - dec '83  | DS'79                       | Nederland           | Eredivisie     | 13          | 0     |
| dec '83 - juni '84 | NAC                         | Nederland           | Eerste divisie |             |       |
| 1984 - 1985        | NAC                         | Nederland           | Eredivisie     | 22          | 1     |
| 1985 - 1986        | NAC                         | Nederland           | Eerste divisie |             |       |

## Carrière als trainer/coach
Na zijn verblijf in Engeland vestigde Geert Meijer zich in 1980 in Strijen. Tijdens zijn periode als speler bij Sparta begon hij als jeugdtrainer bij  Strijen. Tussen 1983 en 1990 was Meijer hoofdtrainer van het team uit zijn woonplaats. Na drie opeenvolgende kampioenschappen trad hij in 1990 in dienst bij Feyenoord.
Het eerste seizoen was Meijer assistent van Pim Verbeek en trainer van Jong Feyenoord, dat uit talentvolle spelers als Giovanni van Bronckhorst bestond. Meijer zou 10 seizoenen assistent-trainer bij Feyenoord blijven.
In 1995, na het ontslag van Willem van Hanegem, zat Meijer als eindverantwoordelijke op de bank tijdens de competitiewedstrijden Feyenoord - FC Groningen (4-0) en Willem II - Feyenoord (2-2).
Ook in 1997, na het ontslag van Arie Haan, zat Meijer als ad interim op de bank. Dit keer samen met John Metgod. Samen hadden ze de leiding bij de thuiswedstrijd in de UEFA Champions League tegen Manchester United (1-3), evenals gedurende de competitiewedstrijden Feyenoord - Fortuna Sittard (1-3) en Feyenoord - RKC (2-1).
In 2000 maakte Meijer de overstap naar de jeugdopleiding van Feyenoord, waar hij nog drie jaar zou werken met talenten als Robin van Persie, Orlando Engelaar en Jonathan de Guzman.
Na zijn verblijf bij Feyenoord werkte de Nederlander bij clubs in de Verenigde Arabische Emiraten, Finland en Armenië. In oktober 2006 keerde Meijer terug bij Strijen. Een halfjaar later zou hij ook terugkeren bij Sparta Rotterdam. Eind 2007 was Geert Meijer assistent van ad interim Adri van Tiggelen bij Sparta.
In januari 2008 werd hij voor 3,5 jaar coach van Jong Sparta. Van deze spelersgroep zouden Kevin Strootman, Nick Viergever, Marten de Roon en Jetro Willems later het Nederlands Elftal halen. In het seizoen 2009/2010 eindigde Jong Sparta op de derde plaats in de Beloften Eredivisie, 2 punten achter kampioen PSV en 1 punt achter Ajax. De koppositie werd in de voorlaatste wedstrijd verspeeld.
Na het vertrek van Jan Everse bij Sparta was Meijer assistent van interim-trainer Jos van Eck (februari 2011 tot einde seizoen). Hierna bleef hij nog 7 jaar bij Sparta in dienst als scout. Zijn functies bij Sparta combineerde hij met zijn trainerschap bij VV Strijen (in 2013-2015 met SV Bolnes).
In december 2021 werd bekend dat Meijer VV Strijen aan het einde van het seizoen zal verlaten. Hiermee komt een derde dienstverband van 7 jaar als hoofdtrainer bij de club uit zijn woonplaats ten einde (1983-1990, 2006-2013 en 2015-2022).
| seizoen               | club                       | land      | competitie                         | functie                                                                   |
| --------------------- | -------------------------- | --------- | ---------------------------------- | ------------------------------------------------------------------------- |
| 1980 - 1983           | VV Strijen                 | Nederland | Zaterdagamateurs                   | Jeugdtrainer                                                              |
| 1983 - 1990           | VV Strijen                 | Nederland | Zaterdagamateurs                   | Hoofdtrainer                                                              |
| 1987 - 1988           | DCV                        | Nederland | Zondagamateurs                     | Hoofdtrainer                                                              |
| 1988 - 1989           | Hermes DVS                 | Nederland | Zondagamateurs                     | Hoofdtrainer                                                              |
| 1989 - 1990           | DCV                        | Nederland | Zondagamateurs                     | Hoofdtrainer                                                              |
| 1990 - 1991           | Feyenoord                  | Nederland | Eredivisie                         | Assistent-trainer onder Pim Verbeek en Trainer Beloftenelftal             |
| 1991 - 1992           | Feyenoord                  | Nederland | Eredivisie                         | Assistent-trainer onder Hans Dorjee tot maart, daarna Wim Jansen          |
| 1992 - 1995           | Feyenoord                  | Nederland | Eredivisie                         | Assistent-trainer onder Willem van Hanegem en ad interim na diens vertrek |
| 1995 - 1998           | Feyenoord                  | Nederland | Eredivisie                         | Assistent-trainer onder Arie Haan en ad interim na diens vertrek          |
| 1998 - 2000           | Feyenoord                  | Nederland | Eredivisie                         | Assistent-trainer onder Leo Beenhakker                                    |
| 2000 - 2001           | Feyenoord                  | Nederland | Beloften Eredivisie                | Trainer Beloftenelftal                                                    |
| 2001 - 2003           | Feyenoord                  | Nederland | -17                                | Jeugdtrainer                                                              |
| 2003 - 2004           | Al-Jazira Club             | UAE       | -19                                | Jeugdtrainer                                                              |
| 2004 - 2005           | Al-Wahda FC                | UAE       | -17                                | Jeugdtrainer                                                              |
| mei 2005              | VV Strijen                 | Nederland | Zaterdagamateurs                   | Ad interim tijdens laatste twee wedstrijden                               |
| mei 2005 - nov 2005   | FC Hämeenlinna             | FIN       | Ykkönen                            | Hoofdtrainer                                                              |
| jan 2006 - april 2006 | FC Pjoenik Jerevan         | ARM       | Armeense Premier League            | Assistent-trainer onder Henk Wisman                                       |
| jan 2006 - april 2006 | Nationale Team van Armenië | ARM       | Voorbereiding EK 2008 Kwalificatie | Assistent-trainer onder Henk Wisman                                       |
| okt 2006 - 2013       | VV Strijen                 | Nederland | Zaterdagamateurs                   | Hoofdtrainer                                                              |
| juli - okt 2007       | Sparta Rotterdam           | Nederland | Eredivisie                         | Scout                                                                     |
| nov - dec 2007        | Sparta Rotterdam           | Nederland | Eredivisie                         | Assistent-trainer onder Adri van Tiggelen                                 |
| jan 2008 - 2011       | Sparta Rotterdam           | Nederland | Beloften Eredivisie                | Trainer Beloftenelftal                                                    |
| feb - mei 2011        | Sparta Rotterdam           | Nederland | Eerste Divisie                     | Assistent-trainer onder Jos van Eck                                       |
| 2011 - 2018           | Sparta Rotterdam           | Nederland | Eerste Divisie en Eredivisie       | Scout                                                                     |
| 2013 - 2015           | SV Bolnes                  | Nederland | Zaterdagamateurs                   | Hoofdtrainer                                                              |
| 2015 - 2022           | VV Strijen                 | Nederland | Zaterdagamateurs                   | Hoofdtrainer                                                              |

## Prestaties
Ajax (speler)
- Finale KNVB beker gespeeld (0-1-verlies tegen AZ '67): 1977/78
- Kwartfinale Europacup I: 1977/78 tegen Juventus

NAC (speler)
- Promotie van Eerste divisie naar Eredivisie: 1984

VV Strijen (trainer)
- Kampioenschap Amateurs: 1988, 1989, 1990, 2005 (a.i.), 2008

DCV (trainer)
- Kampioenschap Amateurs: 1988

Feyenoord (assistent-trainer)
- Kampioen Eredivisie: 1993, 1999
- KNVB beker: 1991, 1992, 1994, 1995
- Johan Cruijff Schaal: 1991, 1999
- Halve finale Europacup II: 1991/1992 tegen Rapid Wien en 1995/1996 tegen AS Monaco

## Zie Ook
- Lijst van spelers van FC Amsterdam
- Lijst van spelers van Ajax
- Lijst van spelers van Sparta Rotterdam
- Lijst van spelers van NAC Breda
- Nederlanders in het Engelse voetbal
- Nederlanders in het Emiraatse voetbal
- Nederlanders in het Finse voetbal
- Nederlanders in het Armeense voetbal